# تماس سرد
تماس سرد (انگلیسی: Cold calling) اشاره به روش کسب و کاری مبتنی بر تماس تلفنی با مشتریان بالقوه که هیچ ارتباط قبلی با فروشنده نداشته‌است.
تماس سرد تلاشی است برای متقاعد کردن مشتریان احتمالی برای خرید محصول یا سرویس فروشنده. مهم‌ترین ویژگی تماس سرد این است که فروشنده در تماس و ارتباط، طرف مقابل خود را نمی‌شناسد یا بسیار کم می‌شناسد. گرچه عموماً تماس سرد یک روش قانونی و شناخته شده در تجارت است اما اسکمرها هم از این ابزار استفاده می‌کنند.